# Supercoppa serba 2015 (pallavolo maschile)
La Supercoppa serba 2015 si è svolta il 20 ottobre 2015: al torneo hanno partecipato due squadre di club serbe e la vittoria finale è andata per la prima volta all'Odbojkaški klub Vojvodina.

## Regolamento
Le squadre hanno disputato una gara unica.

## Squadre partecipanti
| Squadra      | Qualificazione                     | Ultima partecipazione |
| ------------ | ---------------------------------- | --------------------- |
| Stella Rossa | Vincitrice Superliga 2014-15       | Supercoppa serba 2014 |
| Vojvodina    | Vincitrice Coppa di Serbia 2014-15 | Supercoppa serba 2012 |

## Torneo
| 20 ottobre 2015 SNC Vojvodina, Novi Sad Durata: 1h:33 - Spettatori: 500 | Vojvodina | 3 - 1 | Stella Rossa | 18-25, 25-17, 25-19, 25-13 |